# غجر فلسطين
غجر فلسطين أو الدوم أو النوار، هو مصطلح يطلق على الأقلية الغجرية الموجودة في الأراضي الفلسطينية، والذين يقيمون في فلسطين منذ سنوات طويلة.

## فذلكة لغوية
على النَّقيض من الرّأي الشائع بأنّ أصول الغجر تعود إلى مصر ( وذلك بالاستناد إلى التأثيل الفيلولوجي بأنّ أصل كلمة غجر بالانجليزيَّة Gypsy  ما هي إلّا تحريف لكلمة Egypt  أي : مصر )، أمّا اليوم فيميلُ علماء الأنثروبولوجيا إلى الاعتقاد بأنّ موطن الغجر الأصلي هو شمال – غربي الهند. لا نعرفُ على وجه اليقين متى بدأ الغجر هجرتهم، ولكنّهم كانوا في القرن الخامس الميلادي قد انتشروا في شتّى أصقاع أوروبا، وفي مطلع القرن السادس عشر كانوا قد وصلوا إلى بريطانيا.
تذكر المرويات الغجرية المتوارثة أنّ الغجرُ انقسموا إبان تجوالهم إلى جماعتين: توجَّهت الأولى إلى شمال إفريقيَّة ومنها وصلوا إلى أوروبا، بينما اتّجهت الثّانيةُ إلى إيران (1)  وتركيا، ومن هناك وصلوا إلى البلدان السلافية وألمانيا وفرنسا وإيطاليا.

## ديانة الغجر
يدين معظم الغجر بديانات البلدان التي حلّوا فيها، ولكنّهم احتفظوا بعناصر روحيَّة آسيويَّة، وتبنّوا أحيانًا كثيرة تقاليد دينيَّة خاصَّة بالأصقاع التي استوطنوها، مثل احتشادهم في شهري أيّار وتشرين الأوّل من كُلّ عام في إقليم بروفانس، والغجر يفدون إلى هذا الموسم من شتى أنحاء أوروبا. ويدينُ معظم غجر فلسطين بالإسلام، وليس بينهم مسيحيون. كما إنَّه ليس للغجر أولياء من أنفسهم بل يتقاسمون قبور الأولياء مع جيرانهم العرب. وقد اعتاد الغجر في الماضي على المشاركة باحتفالات النَّبي موسى التي جرت في شهر نيسان من كلّ عام. ومنهم من يحجّ إلى مكَّة ويُردف اسمه بعد عودته بلقب "حاجّ". أمّا طقوس الزّواج عندهم فهي هي عند المسلمين مع زيادة في الرَّقص والغناء.

## اللغة النورية (الدومري)
يتحدّث الغجر باللغة "النَّوريَّة" ،وتتضمّن هذه اللغة كلماتٍ عربيَّة دخلتها بتأثير مجاورتهم للعرب، ولكنّ هذه الكلمات حُوِّرت على قواعد لغتهم لتُلائم حاجاتهم واستخداماتهم. تعود أصول هذه اللغة إلى لغات شمال غربي الهند، وقد دخلتها مفرداتٌ وتعابير فارسيَّة وأرمنيَّة وكُرديَّة، كما دخلتها عناصر من لُغات الشعوب التي مرّوا بها أثناء تطوافهم في أصقاع الأرض. والنَّوريَّة لغة شفاهيَّة ولا نجد شيئًا مكتوبًا بها. يتحدَّثُ أبناءُ الغجر باللغة النَّوريَّة فقط، وعندما يلتحقون بالمدرسة يُخالطون التَّلاميذ العرب فيتعلَّمون منهم اللغة العربية، وهم يحملون أسماء عربيّة، ولكن لكُلّ واحدٍ منهم كُنية يُعرف بها في لغتهم.
كان الغجر يعتاشون في الماضي من مزاولة مهنٍ هامشيَّة، كصناعة الأواني الفُخّاريَّة، وتجارة الخيل، والحدادة والعروض البهلوانيَّة، وتشهدُ أسماؤهم على حرفهم هذه، فالاسم : Kalderarasa  يُشير إلى تاجر الخزفيّات، بينما يُشير الاسم : Lovara إلى من يمتهن تربية الخيول.
تقوم ثقافة الغجر على الأساطير والموسيقى الشعبيَّة للبلاد التي نزلوها، وقد أجادوا صهرها في عاداتهم الأصليَّة (فنجد مثلاً أنّ أشهر راقصات ومغنّي الفلامنجو في أسبانيا من الغجر الأسبان).
واجه الغجر دائمًا العداء المستحكم، والكراهية العمياء، بسبب تمايزهم الثَّقافي، وقد أباد النازيون الجزء الأعظم من غجر أوروبا خلال الحرب العالميَّة الثانية.
يعيشُ الغجر اليوم في غربي آسيا، والشرق الأوسط، وشمال إفريقية، وفي أوروبا والأمريكيّتين وأستراليا، ولا يُعرف عددهم على وجه اليقين، ولكنّه يُقدَّرُ بمليونين أو ثمانية ملايين، ويزعم بعض الغجر أنّ عددهم يصل إلى أربعة عشر مليوناً.

## غجر فلسطين
يتركّز غجر فلسطين اليوم في القدس الشرقية، وفي غزة، وقرى الضفة الغربية (كما في مخيم قلنديا للاجئين بالقرب من رام الله). وقد استقرّ معظم الغجر اليوم وتركوا حياة التّجوال وحرفهم التَّقليديَّة بعد أن تغيَّرت أحوال الدّنيا من حولهم. ومع هذا ما يزال بعض الغجر الجوّالين يعيشون في الأردن، ومخيّماتهم تقع على مقربة من معسكرات الجيش، وتعمل نساؤهم في البغاء.
يقطن غجر القدس في منطقة باب حطة (غير بعيدٍ عن باب الأسباط، ومنطقة سبيل ستنا مريم) وقد تجاوز عددهم الألف نسمة. سكن الغجر قبل ذلك في منطقة سعد وسعيد في خيامٍ بسيطة، وانتقلوا فيما بعد إلى حي الشماعة بالقرب من بركة السلطان، وجنوبها، واستغلّوا المغائر الموجودة هناك للسكنى. ومع الاحتلال البريطاني لفلسطين بعد الحرب العالمية الأولى عادوا إلى منطقة سعد وسعيد، ثمّ انتقلوا منها  إلى أحد كروم الزيتون القريبة من بوابة مندلباوم. وفي عام 1920 انتقلوا إلى العيسوية وبعدها إلى حرش روكفلر. وفي أواخر العشرينات سكنوا الحقول المحيطة بمنطقة أوغستا فكتوريا، وفي منطقة قاعة على طريق الطور (صوّانة)، وأقاموا لهم هناك بيوتًا من الصّفيح. وتحوّل هذا المكان خلال الثورة العربية في فلسطين 1936-1939 إلى ملجأ للعرب الذين قاوموا الانتداب البريطاني، فنقل الإنجليز جماعة الغجر إلى داخل أسوار البلدة القديمة، إلى حارة باب حطة(شمالي باب الأسباط) كي تسهل مراقبتهم.

## أحوالهم الاجتماعيَّة والثَّقافيَّة
عاش الغجر في عُزلةٍ اجتماعيَّةٍ مئات السنين، ولعل مردّ ذلك إلى اختلاف لغتهم عن لغة سائر سكّان فلسطين من العرب، أضف إلى ذلك نظرة الازدراء التي كانت سائدة بين العرب لمثل هذه الجماعات الإثنية المهمّشة، ولذلك قلَّما نجد من الغجر من تزوَّج من غير جماعتهم، ولكن قد يحدث أن تتزوَّج الغجريّة من غريب(9).  لقد حفظت عادات الزّواج هذه ملامح الغجر الأصليَّة وهي بروز عظام الوجنتين ممّا يدُلّ على جُذورهم الآسيويَّة.
دَرَجَ الغجرُ على إنشاد أغانيهم التَّقليديَّة باللغة النَّوريَّة أثناء الأعياد والاحتفالات العائليَّة، وقد اندثرت هذه الأغاني مع كرور الزّمان، وعزَفَ أبناء النَّور عن تعلّم هذه الأغاني ونقلها من جيل إلى جيل، فلم يُحفظ لنا منها شيء، واندثر بذلك الكثير من هذا التُّراث. وكان قد شاع في الماضي بين أبناء الغجر ختان البنات (10)، إلاّ أنّ هذه العادة اندثرت أيضًا، وما نعرفه عنها إنّما هو من الرِّوايات التي كان يتناقلها الفلاّحون الفلسطينيون من أبناء القرن العشرين.
ليس للغجر مؤسساتٍ قضائيَّة، أو هيئة اجتماعيَّة ذات سطوة يلجأون إليها في خصوماتهم، ولكن هناك تأثير للمُسنّين يقتصر على العلاقات الاجتماعيَّة بين أبناء الطّائفة. وكان للغجر مختار معيَّن في أيّام الحكم الأُردُنيّ، ثُمّ أعاد تعيينه رئيس بلديَّة القُدس مرّاتٍ عديدة وذلك بعد الاحتلال الإسرائيلي للقدس عام 1967.

## طوائف الغجر وموارد رزقها
انقسم غجرُ فلسطين إلى مجموعتين: اعتاشت الأولى من أعمال الحدادة، وسُمِّيت لذلك بـ"الحدّادين"، بينما اعتاشت الثّانية من العروض البهلوانيَّة، وفنون الغناء والرَّقص، والشَّعوذة فسُمّوا لذلك بـ"الرقّاصين". وكان أبناء هاتين الفرقتين يجوبون أرجاء فلسطين، وكانوا يُشكلّون جُزءًا من المشهد الحضاري في البلاد حتّى عام 1948. وهناك مرويّات شفاهيّة يتناقلها سكان فلسطين عن الغجر الرقّاصين الذين ظلّوا في البلاد حتّى عهد الإنتداب البريطاني، أمّا من بقي منهم بعد ذلك فمنازلهم في القُدس وغزَّة، ولا زال غجر غزَّة يُمارسون حرفة التَّرفيه التي تغيَّرت كثيرًا، وصارت تعتمد كُليَّةً على النِّساء الرَّاقصات اللائي يُرافقهنّ عازفٌ على إحدى الآلات الوتريَّة كالعود أو الكمان.

### الحدّادون
ظلّ الغجر الحدّادون، الذين نجد بعضهم حتّى يومنا في قُرى الضِفّة الغربيَّة، يجوبون البلاد ويُقدّمون خدماتهم للفلاّحين الفلسطينيّين، وهم عيّنة تُمثِّل الغجر التَّقليديين الذين ينتقلون من قريةٍ إلى أخرى على غير هُدىً، وهم لا ينتمون إلى بلدةٍ أو منطقةٍ بعينها، وقد يعودون إلى أماكن سبق أن مكثوا فيها من قبل. ويتجوّل هؤلاء الغجر في جماعاتٍ صغيرةٍ تتكوَّن من العائلة النَّواتيَّة، أو من تجمُّعٍ يتألَّف من ثلاث عائلات. وكانوا يعملون في إصلاح المحاريث وتطريق حذوات الخيول، أو أزاميل هندمة الحجارة، وبيع مفاتيح الأقفال، ومناجل الحصاد وبعض الأشغال الطارئة الأخرى. ومن أبرز أدوات عملهم منفاخ اليد الذي تُشغِّلهُ المرأةُ، والسِّندان والمطرقة وكمّاشات متنوِّعة الأشكال والأحجام. اعتاد الفلاّحون أن يدفعوا أجرة الحدّاد الغجري عَينًا إمّا قمحًا أو زيتًا، أو بعض المنتوجات الزِّراعيَّة، ثُمّ تغيَّرت طريقة الدَّفع في منتصف القرن الماضي فصارت نقدًا، وكثيرًا ما انتهزت نساءُ الغجرِ انهماك أزواجهنّ في العمل وطوَّفن للتّسوُّل في أزقّة القرية. وتحدَّدت مُدَّة مُكوث الغجر في القرية تبعًا للفترة التي يستغرقها العملُ هُناك، وقد اعتادَ بعضهم في الستينات من القرن العشرين التَّنقُّل من قريةٍ إلى أخرى بالسيّارةِ التي حلَّت مكان الحمير في هذه المهمّة.
وكان الغجريّ يستأجرُ بيتًا طوال فترة مُكوثه في القرية، ولكنَّهم كانوا في الخمسينات يتوَرَّعون عن الدّخول إلى البيوت خوفًا من أن تسقط سقوفها فوق رؤوسهم (كما كانت تُصوِّر لهم أوهامُهم). واعتاد الغجريُّ العمل تحت سقيفةٍ من الصَّفيح هي معملهُ، وحينما يتعذَّر عليه إيجاد بيتٍ للإيجار، كان يبيت وعائلته تحت خيمةٍ مصنوعةٍ من أكياس الخيش (الجوالات) وخرق القماش الملوَّنة. وكان الغجر ينصبون خيامهم وسط القرية، أو على مقربة من بيت المُختار، ويُستخدم النِّصف الأوَّل من الخيمة للسّكنى، حيث يطبخون ويغسلون أثوابهم فيه نهارًا ويفرشونه ليلًا بالطرّاحات، وأمّا النِّصف الثّاني من الخيمة فهو مُعدٌّ للعمل واستقبال الزَّبائن، والضّيوف الطّارئين، ويفصلُ الغجريُّ بين نصفيّ الخيمة بقطعة قماش، تشفُّ في الغالب عمّا وراءَها.
بعد عام 1948 فرّ نفرٌ من هؤلاء الغجر إلى الأردنّ، واستوطن من بقي منهم بعض القُرى العربيَّة واندمجوا في سُكّانها، ولكنهم احتفظوا بحرفتهم القديمة (منهم من استقرّ في قرية رنتيس ومنهم عدد من العائلات في بير زيت، وغيرها). وكان من عادة غجر فلسطين الاجتماع والتّداعي من شتّى أنحاء البلاد للاحتفال بحفل زفاف أحدهم، أو المشاركة في حفل ختان طفل. وكان الحدّادون يتخاطبون بلغة نَوريَّة تُشبه الكُرديَّة، وقد اندثرت هذه اللغة بعد وفاة المسنّين من أبناء طائفة الغجر، أمّا شبابهم والرَّعيل التّالي منهم فيتحدَّثون العربيَّة. ولم نسمع رواياتٍ حول أصول الغجر الحدّادين، لكن وجدت بعض العرب يُسمّونهم بـ"الأكراد"، والبعض الآخر يسمّيهم بـ"النَّور"، وهُناك وشائج بين لغتهم وبين تلك التي يتحدّث بها غجر القُدس، ويذهب مختار الغجر في القدس إلى أنّ هؤلاء من الغجر الأصليّين، ولكن من الصَّعب استناداً إلى المعلومات المتاحة اليوم معرفة أصولهم، ونُرجِّحُ بناءً على التّشابه اللغوي بينهم وبين غجر القُدس أنّ أصولهم واحدة، ولكنَّهم مكثوا فترةً طويلة أثناء ترحالهم في العراق، أو لعلّهم من غجر العراق الذين قدموا إلى فلسطين في عهود متأخِّرة، وظلَّت لغتهم تحتفظ بعناصر من اللغة الكُرديَّة.

## السكان
قدر عدد الغجر في الأراضي الفلسطينية استناداً لبعض المصادر في 2005، حوالي 30 ألف نسمة في الضفة الغربية وقطاع غزة.
لقد تناقص عدد سكان الدوم في الأراضي الفلسطينية  لأن الكثيرين فروا إلى الأردن خلال حرب الأيام الستة عام 1967.
إندمج غالبية الغجر في المجتمع الفلسطيني المسلم، واصبحوا جزءًا من الشعب الفلسطيني.